# Tilotama Shome

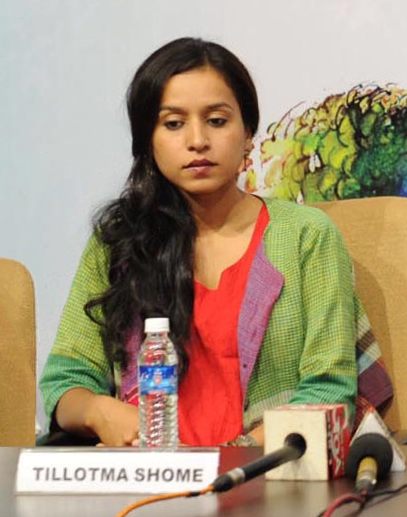
Tilotama Shome

Tilotama Shome (auch Tillotama Shome) (Hindi: तिल्लोतमा शोमे, * 25. Juni) ist eine indische Schauspielerin. Bekannt wurde sie durch ihre Rolle als Alice im Film Monsoon Wedding und Deepa im Film Schatten der Zeit.

## Filmografie
- 2001: Monsoon Wedding
- 2003: Butterfly
- 2004: Schatten der Zeit
- 2006: Long After
- 2006: Little Box of Sweets
- 2009: Clap Clap
- 2009: Boond
- 2009: The Waiting City
- 2010: Pia
- 2010: Gangor
- 2010: Zamir and Preeti: A Love Story
- 2011: Turning 30
- 2014: Monsoon Baby (TV)
- 2014: Nayantara's Necklace (Kurzfilm)
- 2014: Sold
- 2015: Ludo
- 2016: Love Shots (Serie)
- 2016: Budhia Singh: Born to Run
- 2016: A Death in the Gunj
- 2017: Hindi Medium
- 2017: The Song of Scorpions
- 2017: Union Leader
- 2017: Dark wind
- 2018: Manto
- 2018: Die Schneiderin der Träume
- 2019: One Day In The Rains